# Lanin
Lanín é um vulcão em forma de cone na fronteira entre a Argentina e o Chile. Faz parte de dois parques nacionais: Lanín na Argentina e Villarrica no Chile. É um símbolo da província argentina de Neuquén, sendo parte de sua bandeira e seu hino. Embora a data de sua última erupção não seja conhecida, estima-se que tenha ocorrido nos últimos 10.000 anos. Após o terremoto de 1906 em Valparaíso, um jornal local relatou que o vulcão entrou em erupção, no entanto, em uma obra publicada em 1917 por Karl Sapper afirma que a notícia foi contestada.
A ascensão é regulamentada pela gestão dos parques nacionais argentinos e pela Gendarmaria Nacional e é relativamente simples. A cidade mais próxima, geralmente usada como base para alpinistas, é Junín de los Andes. 

Existem dois caminhos para a cimeira: um para norte, começando a 1200 m acima do nível do mar e próximo do Lago Tromen, acessível através da Estrada Provincial 60, e um ao sul, começando ao lado do Lago Huechulafquen, acessível por meio da Estrada Provincial 61.